# Lago de Genebra
Lago de Genebra é a parte sul do lago Lemano, que corresponde å sua parte mais apertada, junto á cidade de Genebra  e por onde o  rio Ródano deixa o lago (ver imagem).

## Limites
O chamado lago de Genebra  é ladeado pela margem esquerda e direita do lago Lemano que fica no cantão de Genebra ou seja, a partir de uma linha que de Versoix, na margem esquerda, a liga a Hermance na margem direita. Antes de Versoix é o cantão de Vaud, e antes de Hermance à a zona francesa do lago.

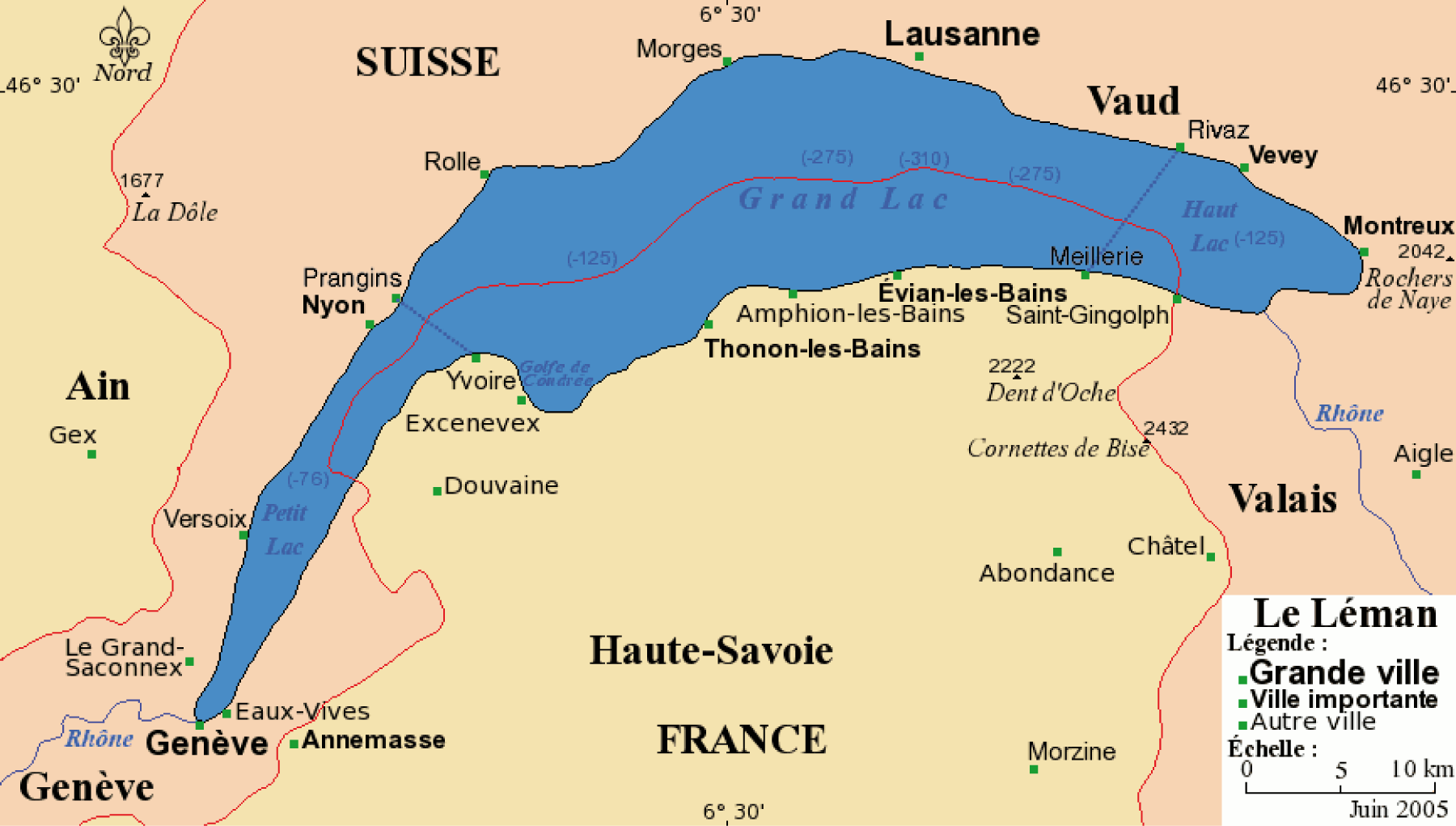
Pequeno Lago, ou Lago de Genebra, do Lago Lemano

## Etimologia
Em português, o nome correcto do lago é Lemano .  Chamado lago Léman na  França e na Suíça,, os países entre os quais se situa, nome porque também é conhecido  no Brasil.
O lago Lemano é designado nalguns países como Lago de Genebra (em inglês:  Lake Geneva em alemão:  Genfersee) eventual explicação para a má utilização desta forma empregue para o designar  em português.